# SACHI (格闘家)
SACHI（さち、1980年8月18日 - ）は、日本の女性総合格闘家。愛知県豊橋市出身。

## 来歴
2005年9月3日、Spiritual Road 1stで長嶺妙子相手に総合格闘技デビュー戦を行い判定ドロー。
2006年9月17日、リアルファイティング空手道選手権大会・女子50kg以下級に出場。決勝で瀧本美咲に判定負けし、準優勝となった。
2007年9月2日、リアルファイティング空手道選手権大会・女子48kg以下級に出場。決勝で瀧本美咲に腕ひしぎ十字固めで一本勝ちし、優勝を果たした。
2007年10月9日、DEEP 32 IMPACTでしなしさとこと対戦し、腕ひしぎ十字固めで一本負け。
2008年2月22日、DEEP初代女子フライ級王者決定1DAYトーナメントに出場。1回戦を勝ち抜くも、決勝でしなしさとこに一本負けを喫した。
2008年7月5日、DEEP X 03にてグラップリングルールで長野美香と対戦し、ポイント負け。
2008年10月5日、リアルファイティング空手道選手権大会・女子48kg以下級に出場。決勝で2年連続で同じ顔合わせとなった瀧本美咲と対戦し、2-1の優勢勝ちで優勝を果たした。
2008年11月16日、JEWELS 旗揚げ戦で金子和美と対戦し、腕ひしぎ十字固めで一本勝ち。
2009年4月25日、VALKYRIE初参戦となったVALKYRIE 02で大室奈緒子と対戦し、TKO負けを喫した。
2010年2月11日のVALKYRIE 04でsakuraと対戦予定であったが、練習中に左脚を骨折し欠場となり、長期欠場を余儀なくされた。
2011年9月11日、JEWELS 16th RINGで開幕したJEWELS初代フェザー級女王決定トーナメントに出場。1回戦で関友紀子に判定負け。
2011年12月17日、JEWELS 17th RINGにて JEWELS初代フェザー級女王決定トーナメントのリザーブマッチで玉田育子と対戦し、判定勝ち。

## 戦績

### 総合格闘技
| 総合格闘技 戦績 | 総合格闘技 戦績 | 総合格闘技 戦績 | 総合格闘技 戦績 | 総合格闘技 戦績 | 総合格闘技 戦績 | 総合格闘技 戦績 |
| --------------- | --------------- | --------------- | --------------- | --------------- | --------------- | --------------- |
| 17 試合         | (T)KO           | 一本            | 判定            | その他          | 引き分け        | 無効試合        |
| 9 勝            | 0               | 4               | 5               | 0               | 1               | 0               |
| 7 敗            | 1               | 2               | 4               | 0               | 1               | 0               |

| 勝敗 | 対戦相手         | 試合結果                      | 大会名 | 開催年月日     |
| ×    | サダエ・マヌーフ | 5分2R終了 判定0-3             | JEWELS 19th RING | 2012年5月26日  |
| ○    | 玉田育子         | 5分2R終了 判定2-1             | JEWELS 17th RING 【JEWELS初代フェザー級女王決定トーナメント リザーブマッチ】                                               | 2011年12月17日 |
| ×    | 関友紀子         | 5分2R終了 判定0-3             | JEWELS 16th RING 【JEWELS初代フェザー級女王決定トーナメント 1回戦】                                                        | 2011年9月11日  |
| ×    | 石川菊代         | 5分2R終了 判定0-3             | JEWELS 15th RING | 2011年7月9日   |
| ○    | MIYOKO           | 5分2R終了 判定3-0             | JEWELS 14th RING | 2011年5月14日  |
| ○    | 村浪真穂         | 2R 2:32 腕ひしぎ十字固め      | VALKYRIE 03 | 2009年10月24日 |
| ×    | 大室奈緒子       | 1R 2:48 TKO（スタンドの打撃） | VALKYRIE 02 | 2009年4月25日  |
| ○    | 金子和美         | 1R 4:34 腕ひしぎ十字固め      | JEWELS 旗揚げ戦 | 2008年11月16日 |
| ×    | しなしさとこ     | 1R 2:58 腕ひしぎ十字固め      | DEEP 34 IMPACT 【DEEP初代女子フライ級王者決定1DAYトーナメント 決勝】                                                       | 2008年2月22日  |
| ○    | 永易加代         | 2R 2:01 腕ひしぎ十字固め      | DEEP 34 IMPACT 【DEEP初代女子フライ級王者決定1DAYトーナメント 1回戦】                                                      | 2008年2月22日  |
| ×    | しなしさとこ     | 1R 3:11 腕ひしぎ十字固め      | DEEP 32 IMPACT | 2007年10月9日  |
| ○    | 関友紀子         | 5分2R終了 判定3-0             | 修斗 BATTLE MIX TOKYO 04                                                                                                   | 2007年7月20日  |
| ×    | 海老原まどか     | 5分2R終了 判定0-3             | SMACKGIRL-F 2007 〜The Next Cinderella Tournament 2007 2nd Stage〜 【The Next Cinderella Tournament 2007 フライ級 準決勝】 | 2007年5月19日  |
| ○    | 奥村ユカ         | 2R 3:05 腕ひしぎ十字固め      | SMACKGIRL-F 2007 〜The Next Cinderella Tournament 2007 開幕戦〜                                                            | 2007年3月11日  |
| ○    | 砂山和歌子       | 5分2R終了 判定3-0             | G-SHOOTO Special 03 | 2006年11月19日 |
| ○    | 今川めぐみ       | 5分2R終了 判定2-0             | レッスルエキスポ2006 夏のお台場・女子格闘技物語                                                                            | 2006年8月19日  |
| △    | 長嶺妙子         | 7分1R終了 ドロー              | Spiritual Road 1st | 2005年9月3日   |

### グラップリング
| 勝敗 | 対戦相手   | 試合結果                 | 大会名                                                                                   | 開催年月日     |
| ×    | 小寺麻美   | 2R 2:33 腕ひしぎ十字固め | 格闘王国ミニLIVE in サマフェス!! '08                                                     | 2008年8月6日   |
| ×    | 長野美香   | 4分2R終了 ポイント0-14   | DEEP X 03                                                                                | 2008年7月5日   |
| ×    | 牛塚愛子   | 4分2R終了 ポイント2-14   | DEEP X                                                                                   | 2007年6月17日  |
| ×    | 小寺麻美   | 4分2R終了 ポイント0-14   | SMACKGIRL-F 2006 〜西調布女子格ロード vol.1〜 【SMACKGIRL GRAPPRING PRINCESS LEAGUE 01】 | 2006年10月21日 |
| ○    | 船越あゆみ | 4分2R終了 ポイント6-3    | SMACKGIRL-F 2006 〜西調布女子格ロード vol.1〜 【SMACKGIRL GRAPPRING PRINCESS LEAGUE 01】 | 2006年10月21日 |

### グラップリング・タッグマッチ
| 勝敗 | 対戦相手                                   | 試合結果 | 大会名                                                                             | 開催年月日    |
| △    | 山戸志保&長嶺妙子 （パートナー：瀧本美咲） | 0-0      | club DEEP 広島モンスターチャレンジ 【女子グラップリング・タッグマッチ 7分3本勝負】 | 2006年5月27日 |

## 獲得タイトル
- 2006 リアルファイティング空手道選手権大会 50kg以下級 準優勝
- 2007 リアルファイティング空手道選手権大会 48kg以下級 優勝
- 2008 リアルファイティング空手道選手権大会 48kg以下級 優勝